# Кент Купе
Кент Купе (или само Кент), известна също с много други имена, е игра с карти за съвпадение на карти за два до шест отбора от по двама играчи, където всеки играч трябва тайно да комуникира с партньора си, когато има четири съвпадащи карти в ръка. Играта се играе със стандартно тесте с 52 карти. Твърди се, че играта произхожда от Бразилия.

## Имена по света
- английски: Кент, Quems, Kemps, Carbs, Cash, Cash and Caught, Signal, Gumpsh, Camps, Canes, Cirkus, Kotte, Tecknet, Twa, Crepes, Campers, Squares, Jabers, Butter, Bacon Cheese, Mujumbo, Dadgum, Stepler, Squib, Camby, Make me Money, Money Salad, kampa, бюст и кент и вирджил.
- гръцки: Игри
- иврит: Кент Купе, Каре Купе, Лагери Купе, Канес Куп, Шелоа
- испански: Keims, Quadrado
- литовски: Кен Купе
- немски: Köms, Köm$, Kim's, Kwems, Gemsch
- норвежки: Kames, Games, Sun Caviar, Fusion Focus
- полски: Кент
- португалски: Kent, Games, Kemp’s, Sinais, Camps, Kem's, Cames
- румънски: Chems
- френски: Kem's, Kems, Quem's, Kemps

## Правила на игра
Целта на играта Кент Купе е играчът да събере четири карти от един вид (например валетата каро ♦, спатия ♣, купа ♥ и пика ♠) и след това да сигнализира за това на партньора си. Партньорът трябва да извика името на играта, за да отбележи събраната ръка (взятка).
Преди играта партньорите се съветват, за да изберат тайния невербален сигнал, който ще си показва един на друг при събрана ръка. Има много видове сигнали, като потупване, жестикулиране или задържане на карти по определен начин. Сигналите, които се намират под масата, обаче са извън правилата и играчите не могат да подават сигнали, които имат значение, различно от „Имам четири от вида“.
Партньорите седят по диагонал, с игралната повърхност в средата, така че противниците да имат шанс да видят сигналите.
1. Всеки играч получава четири карти, за да започне играта.
2. Четири карти са обърнати нагоре на централната игрална повърхност.
3. Всички играчи могат да сменят една от картите си за една от централните карти по всяко време.
4. Ако се окаже, че не са необходими допълнителни суапове (размени), играчът заявява това (често като произнесе съгласувана дума от всички, като „флъш“, което е със звученето на изхвърляне на нежеланите карти в канализацията; или с думи като „изчисти“, „боклук“ и др.). На мястото на четирите изчистени централни карти се разполагат нови четири карти. Картите, които са изчистени, не могат да бъдат събрани в комплект за изпълнение на целта на играта.
5. Играчът може да извика „Кент Купе!“ ако вярва, че партньорът му има четири от един вид. Ако е прав, отборът печели точка. Ако не – губи точка. Ако играч вярва, че противник има събрана ръка, и не все още не е обявена, може да извика „Stop Kemps!“ (също „Cut!“, „Counter-Kemps!“, „Block!“ или друга дума в зависимост от възпроизвеждания вариант). Играта прекъсва и всеки от противниковия отбор трябва да покаже своите карти.[1] Ако има играч с четири от един вид, тогава отбора прекъсващия играта печели точка. В противен случай губи точка.